# Lamprogaster angusta
Lamprogaster angusta är en tvåvingeart som beskrevs av Günther Enderlein 1924. Lamprogaster angusta ingår i släktet Lamprogaster och familjen bredmunsflugor. Inga underarter finns listade i Catalogue of Life.